# Kagoma (vattendrag i Burundi, Mwaro)
Kagoma är ett vattendrag i Burundi.   Det ligger i provinsen Mwaro, i den centrala delen av landet, 40 kilometer sydost om huvudstaden Bujumbura.
Omgivningarna runt Kagoma är en mosaik av jordbruksmark och naturlig växtlighet. Runt Kagoma är det ganska tätbefolkat, med 172 invånare per kvadratkilometer.